# Alfredo Tomassini
Alfredo Salvador Tomassini Aíta, meglio conosciuto come Alfredo Tomassini (Lima, 29 giugno 1964 – Oceano Pacifico, 8 dicembre 1987), è stato un calciatore peruviano, di ruolo attaccante.

## Biografia
Alfredo Salvador Tomassini Aíta era nato  nel 1964 a Lima da genitori di origini italiane; il nonno paterno era di Firenze, quello materno di Morano Calabro in Calabria. Si distinse sin da giovane in vari sport, eccellendo nel nuoto e nel calcio. Studiò al Markham College, dove conobbe il futuro giornalista e scrittore Jaime Bayly. Divenne poi calciatore professionista e l'8 dicembre 1987 fu tra le vittime del cosiddetto disastro aereo dell'Alianza Lima, in cui l'intera squadra capitolina trovò la morte. Il suo corpo non venne mai ritrovato. Per l'unico sopravvissuto, il pilota del Fokker F27 Edilberto Villar, Tomassini sarebbe inizialmente sopravvissuto, pur con una gamba rotta, aggrappato ad un bidone, per poi lasciarsi morire e sprofondare in acqua. Tale descrizione degli eventi non corrisponderebbe a verità per i parenti di Tomassini.

## Caratteristiche tecniche
Tomassini era un attaccante assai prolifico e furbo. Nella sua breve esperienza all'Alianza Lima si fece notare per l'intesa raggiunta con Luis Antonio Escobar, Carlos Bustamante e José Casanova.

## Carriera
Si avvicinò al calcio nell'istituto scolastico Markham College, entrando poi nelle giovanili del Bajo Pontino, facendosi notare per la grande prolificità in attacco. Dopo aver esordito nell'Esther Grande, nel 1986 passò al calcio professionistico con lo Sporting Cristal.
Voluto dall'allenatore Marcos Calderón, nell'agosto 1987 passò all'Alianza Lima, segnando al suo esordio contro il San Agustín. L'8 dicembre 1987 fu tra le vittime del cosiddetto disastro aereo dell'Alianza Lima, in cui l'intera squadra capitolina trovò la morte. Tomassini affermò che avrebbe voluto giocare in Italia, terra d'origine dei suoi avi, poiché era un grande estimatore di Paolo Rossi.